# Pedicularis tenuirostris
Pedicularis tenuirostris är en snyltrotsväxtart som beskrevs av George Bentham. Pedicularis tenuirostris ingår i släktet spiror, och familjen snyltrotsväxter. Inga underarter finns listade i Catalogue of Life.